# Svarta änglar
Svarta änglar (originaltitel: Heavenly Creatures, 'himmelska varelser') är en film från 1994 i regi av Peter Jackson. I huvudrollerna ses Kate Winslet och Melanie Lynskey, båda två i sina första filmroller. Filmen är baserad på ett verkligt mord som förövades av två tonårsflickor i Nya Zeeland på 1950-talet.
Svarta änglar har sammanlagt erhållit 17 olika filmpriser och utmärkelser. Den nominerades även till en Oscar för bästa originalmanus.

## Handling
Svarta änglar är baserad på ett mord som förövades av två tonårsflickor (Pauline Parker och Juliet Hulme) 1954. Filmen inleds med själva mordet, vilket därför inte är ett mysterium för åskådarna. Resten av filmen ägnar sig åt historien som gjorde dådet möjligt.
Huvudpersonen är Pauline Parker, som 1953 blir kamrat med den betydligt mer vältaliga Juliet Hulme. Pauline kommer att beundra Juliets arrogans och skönhet.
De två målar, skriver berättelser och skapar så småningom ett fantasiland, som de kallar Borovnia (The Fourth World, 'Den fjärde världen'). De drömmer om att publicera, få göra film och komma till Hollywood. Så småningom upplever de fantasivärlden som den verkliga världen.
Paulines förhållande till sin mor, Honora, blir samtidigt alltmer fientligt. Pauline tillbringar därför mycket av sin tid hos familjen Hulme, där hon känner sig accepterad. När Juliet presenterar idén om "Den fjärde världen" för Pauline har tonårsflickorna redan kommit en bra bit på väg mot den annalkande katastrofen ...

## Roller
- Melanie Lynskey – Pauline Parker
- Kate Winslet – Juliet Hulme
- Sarah Peirse – Honora Parker
- Diana Kent – Hilda Hulme
- Clive Merrison – doktor Henry Hulme
- Simon O'Connor – Herbert Rieper
- Jed Brophy – John ("Nicholas")
- Peter Elliott – Bill Perry
- Gilbert Goldie – doktor Bennett
- Peter Jackson (okrediterad) – luffare[14] utanför teater

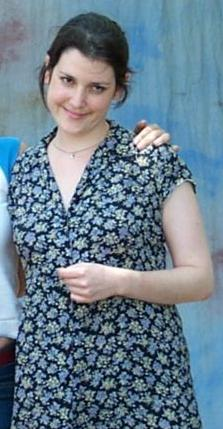
Melanie Lynskey (foto 2002) – "Pauline Parker".
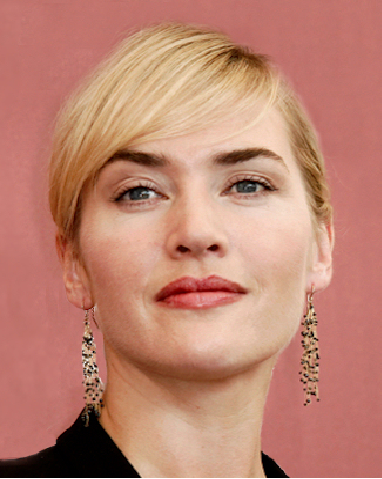
Kate Winslet (2012) – "Juliet Hulme".
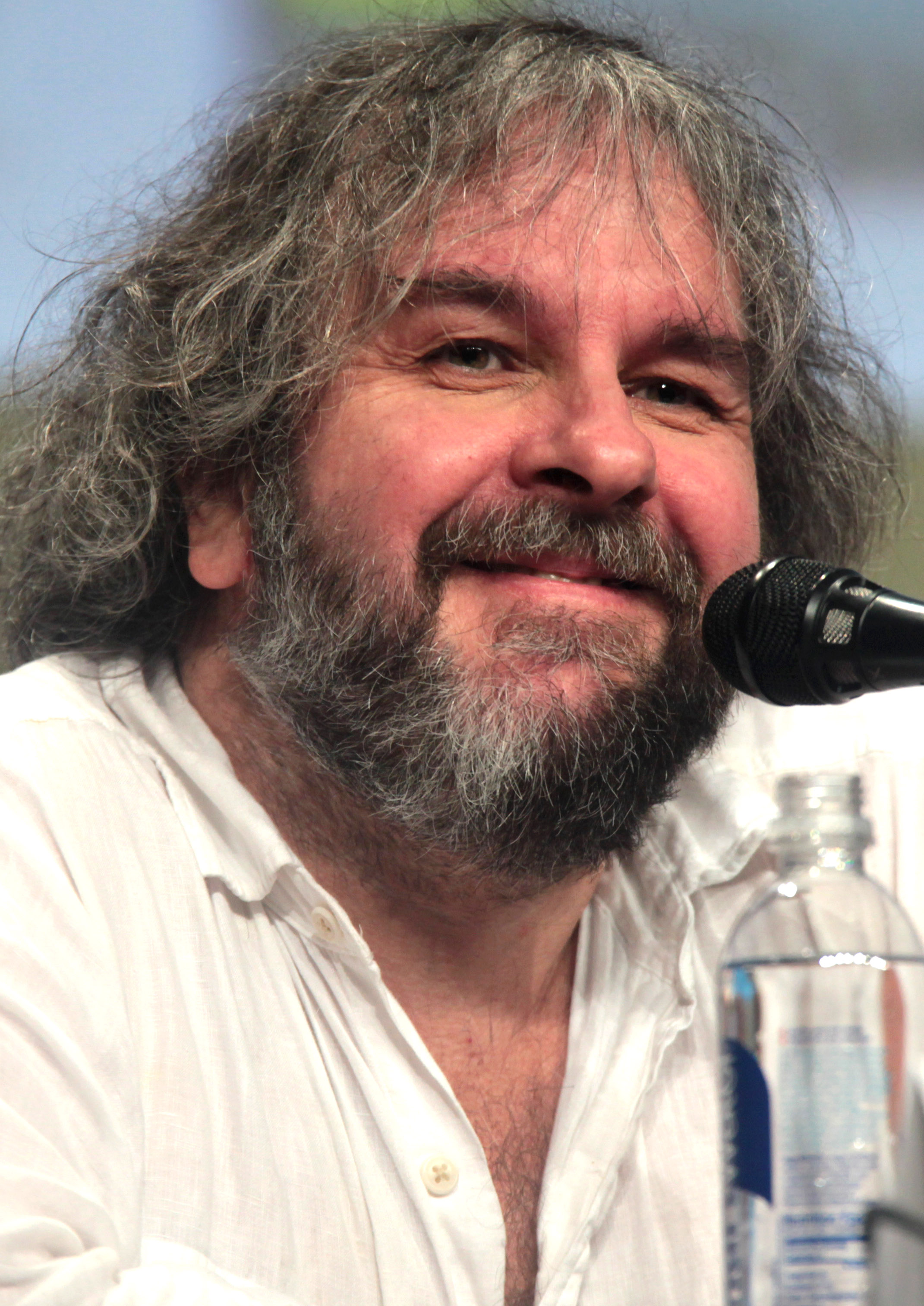
Peter Jackson (2014) – manusförfattare, regissör och statist.
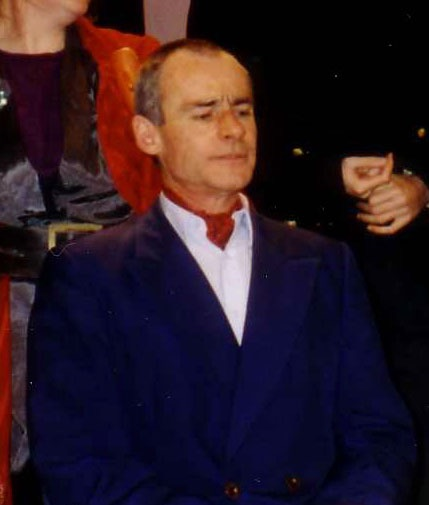
Simon O'Connor (1993), Paulines far i filmen.
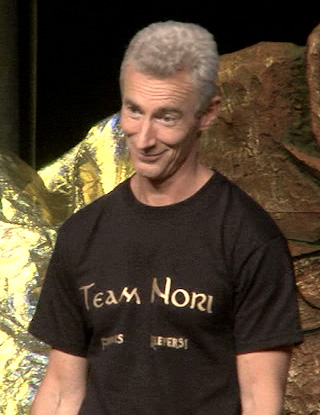
Jed Brophy, John/Nicholas i filmen.

## Produktion

### Förarbete
Fran Walsh föreslog för Peter Jackson (som vid den tiden var en filmskapare känd för skräck-komedier) att de skulle skriva ett filmmanus om den välkända mordhistorien kring Parker–Hulme. Jackson tog idén till sin långvarige medarbetare, producenten Jim Booth (som avled efter filmproduktionen). De tre beslöt att filmen skulle berätta historien om vänskapen mellan de två flickorna, snarare än att fokusera på mordet och rättegången. "Vänskapsrelationen var till största delen rik och givande, och vi ville uppmärksamma detta i filmen. Vi ville göra en film om en vänskap som gick helt överstyr," enligt Peter Jackson.
Walsh hade varit intresserad av det här kriminalfallet sedan barndomen, och hon blev bekant med historien i slutet av 1960-talet (då hon var 10 år gammal). The Sunday Times ägnade då ett helt uppslag åt det hela med en bifogad illustration över de två flickorna. Walsh slogs av beskrivningen av den mörka och mystiska vänskapen mellan de två, och av den unika värld som flickorna skapat för sig själva.
Jackson och Walsh utforskade mer om bakgrunden genom att läsa genom de dåtida tidningsskriverierna och deras beskrivningar av rättegången. De blev överens om att den sensationsaspekt som kittlade tidningsläsarnas nyfikenhet anno 1954 låg långt från den historia som Jackson och Walsh ville berätta. "På 1950-talet stämplades Pauline Parker och Juliet Hulme som de sannolikt två ondaste varelserna på jorden. Det som de två hade gjort verkade sakna någon rimlig orsak, och folk kunde bara anta att något slagit riktigt slint i skallen på de båda flickorna," menar Jackson.
Med syfte att få lyft fram en mer mänsklig sida av händelseutvecklingen ägnade sig filmskaparna åt ett omfattande efterforskande av folk som hade någon koppling till Pauline Parker och Juliet Hulme, 40 år efter mordet. Detta inkluderade att leta upp och intervjua 17 av flickornas före detta klasskamrater och lärare från Christchurch Girls' High School. Dessutom talade Jackson och Walsh med grannar, vänner till familjen, kollegor, polismän, domare och psykologer.
Jackson och Walsh läste också igenom Parkers dagbok, där hon löpande dag för dag redogjorde för sin vänskap med Hulme och relaterade händelser. Utifrån dagboksanteckningarna framstod det tydligt att både Parker och Hulme var intelligenta och fantasirika unga kvinnor med å ena sidan sociala svårigheter och å den andra en skruvad och något respektlös känsla för humor. Alla Pauline Parkers bakgrundsrepliker i den färdiga filmen är utdrag ur hennes dagbok.
Den historiska rättegången innehöll vittnesmål om Parkers mycket nära vänskap, men man kunde inte dra slutsatsen att det handlade om homosexualitet. Däremot bär reaktionen på de två unga flickornas nära relation vittnesbörd om en moralpanik baserad på risken att de två kan vara lesbiska. Jacksons film lämnar öppet att Pauline och Juliet kan vara mer än nära vänner.

### Rollbesättning
Den kommande filmens Pauline Parker rollbesattes efter att Walsh hade letat runt i skolor över hela Nya Zeeland för att finna en flicka som påminde om Parker. Hon hade problem med att finna en skådespelerska som liknade Parker och fick tillkalla rollbesättningshjälp innan hon lyckades finns Melanie Lynskey.
Kate Winslet gjorde audition för rollen som Juliet Hulme och blev utsedd i kamp mot 175 andra flickor. Lynskey och Winslet var så inne i sina filmroller att de fortsatte agera som Pauline och Juliet även efter de olika tagningarna, har Jackson sagt.
Filmen innebar skådespelardebut för både Lynskey och Winslet.

### Inspelning

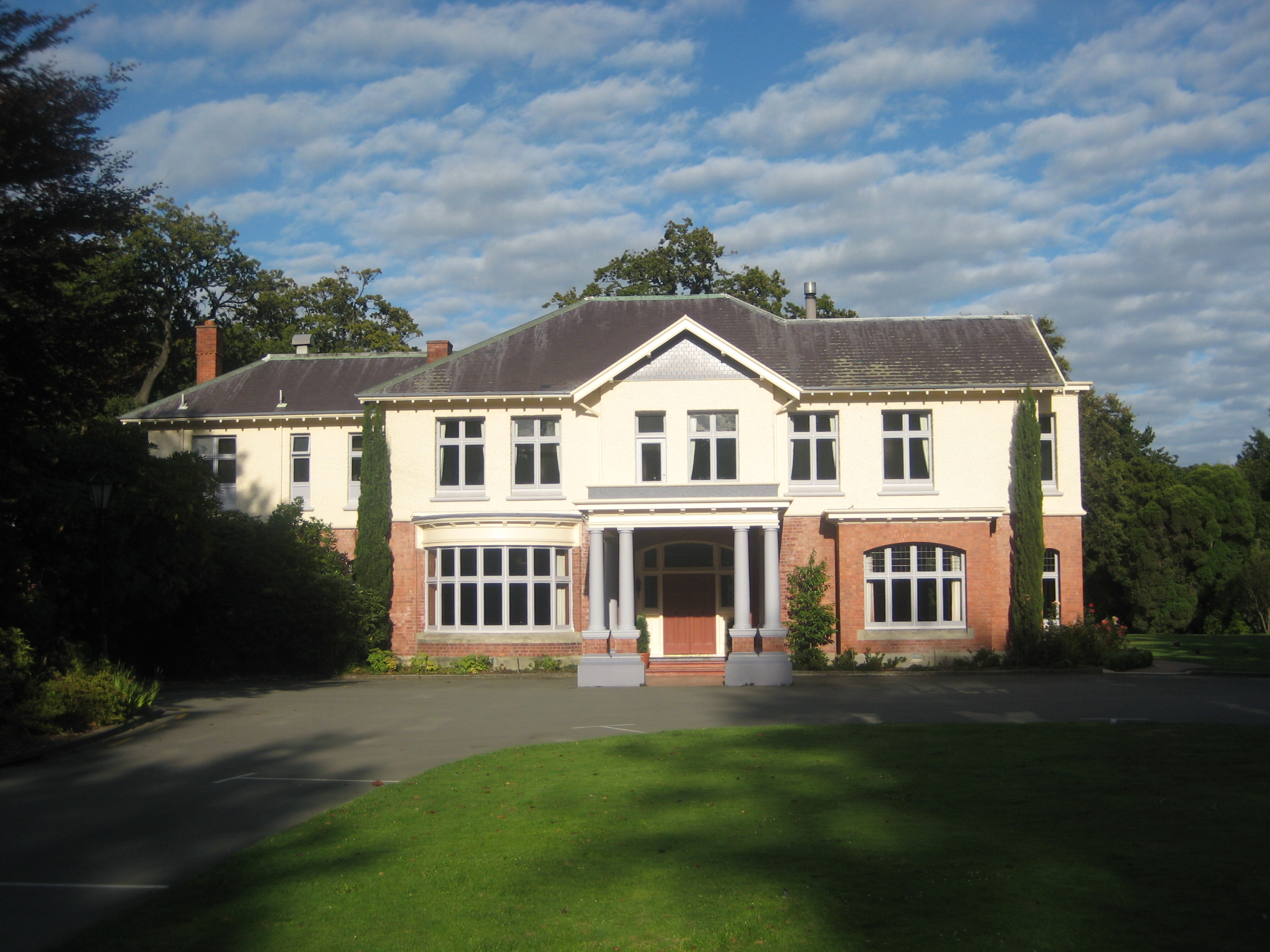
Juliet Hulmes hus (fadern Henry Rainsford Hulme var då rektor på University of Canterbury College) – även inspelningsplats.

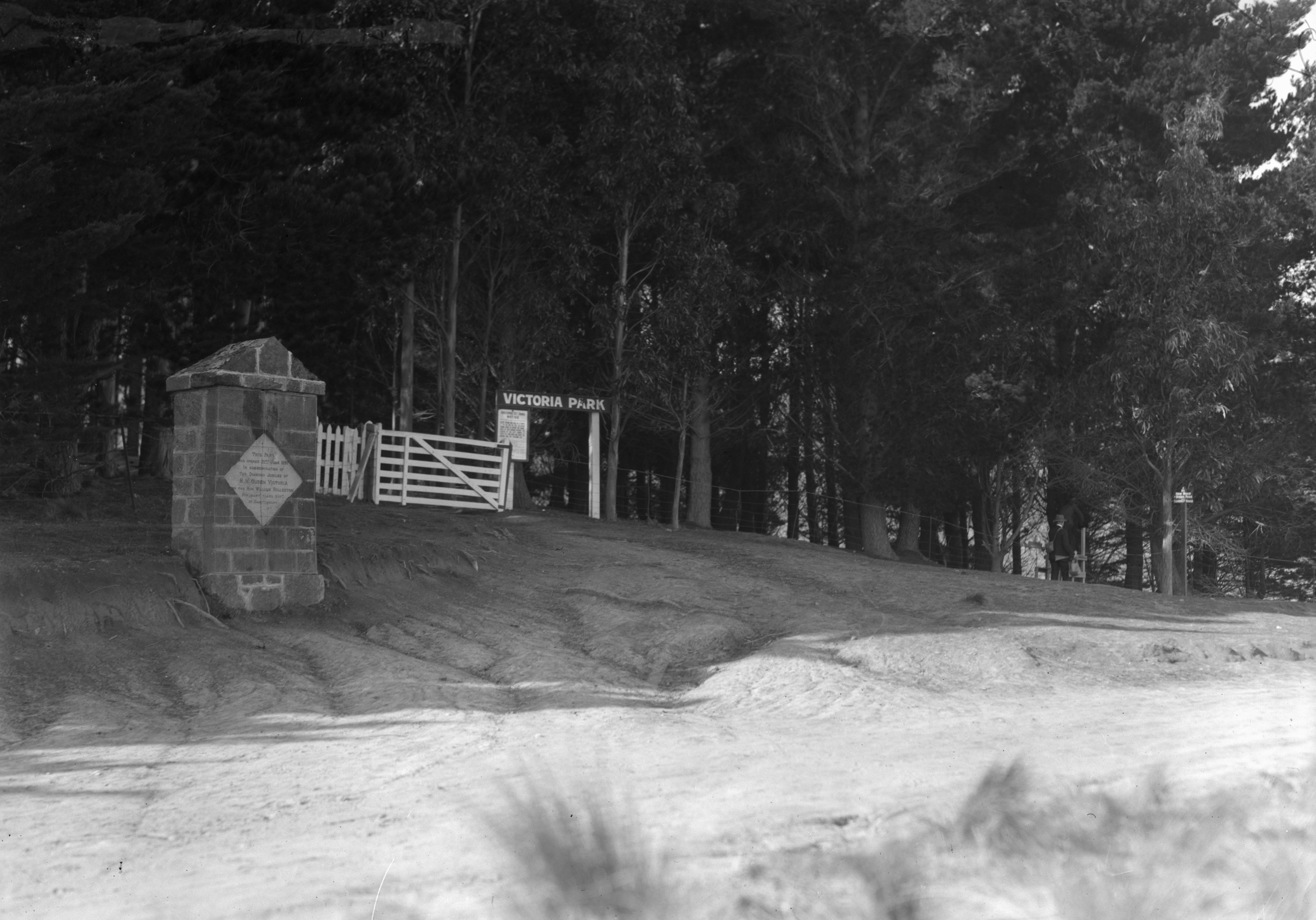
Entrén till Victoria Park utanför Christchurch, där mordet ägde rum (även inspelningsplats).

Hela filmen spelades in på plats i och runt Christchurch på Sydön under 1993. Jackson har sagt att eftersom filmen baserades på en sann historia var det viktigt att filma den på de platser där de verkliga händelserna ägde rum. Bland annat spelades skolscenerna in på Christchurch Girls' High School, där filmgestalternas förebilder studerade.
Däremot valde man medvetet att undvika att låta filmens mord utspelas på platsen för det verkliga mordet, för att driva realismen för långt. Filmen är i slutändan en blandning av realism och fantasy.

### Efterarbete
De visuella effekterna i filmen sköttes av det 1993 nyligen startade företaget Weta Digital. Flickornas fantasiliv och statisterna i "de borovniska scenerna" (med figurer som flickorna hittade på) hanterades av Richard Taylor, medan de digitala effekterna producerades av George Port. Taylor och hans arbetslag skapade ett drygt 70-tal kostymer i latex, för att efterlikna de "borovniska" folksamlingarna som baserades på lerfigurer i Paulines och Juliets fantasivärld.
Den färdiga filmen innehåller ett drygt 30-tal sekvenser med digitalt effektarbete. Det inkluderar allt från den föränderliga trädgården i "Den fjärde världen" till slott på fält till scener med Orson Welles.

### Musik
1. "Just a Closer Walk with Thee" – Skolkörer från Burnside High School, Cashmere High School, Hagley Community College samt Villa Maria College
2. "Be My Love" – skriven av Nicholas Brodszky, Sammy Cahn; framförd av Mario Lanza
3. "The Donkey Serenade" – framförd av Mario Lanza
4. "(How Much Is) That Doggie in the Window?" – Bob Merrill; framförd av skådespelarna
5. "Funiculì, Funiculà" – skriven av Luigi Denza och Peppino Turco; framförd av Mario Lanza
6. "E lucevan le stelle" ur Tosca av Giacomo Puccini
7. "The Loveliest Night of the Year" – framförd av Mario Lanza
8. "Sono Andati" ur La Bohème av Giacomo Puccini; framförd av Kate Winslet
9. "The Humming Chorus" ur Madame Butterfly av Giacomo Puccini – framförd av Ungerns statsopera
10. "You'll Never Walk Alone" – framförd av Mario Lanza

## Distribution och mottagande

### Biokarriär
Filmen hade din premiär på Wellington Film Festival, 8 juli 1994. Därefter visades den flitigt på olika internationella filmfestivaler under 1994 och 1995.
Den allmänna biopremiären skedde i Nya Zeeland den 14 oktober 1994, och en begränsade biodistribution gjordes även i USA under hösten samma år. Det kvalificerade filmen för deltagande i Oscarsgalan våren 1995. Biodistributionen i de flesta fall skedde under 1995 eller – som i fallet Sverige – 1996. Den svenska översättningen av filmen försedde den med titeln Svarta änglar, att jämföra med originalets Heavenly Creatures som tydligare refererar till de båda tonåringarnas fantasibild av sig själva.
Filmen nådde begränsade framgångar på bioduken i bland annat USA. Totalt sålde den biobiljetter i USA till ett värde av drygt 3 miljoner US-dollar, och totalt såldes biljetter för drygt 5,4 miljoner US-dollar.

### Kritikerbemötande
Filmen har fått motta en mängd positiv kritik. Drygt 30 amerikanska filmkritiker listade den som en av årets tio bästa filmer, och både The Guardians Derek Malcolm och The Sydney Morning Herald menade att den var den bästa filmen från 1995.
Recensionssajten Rotten Tomatoes har (maj 2017) listat 49 recensioner med ett sammanlagt betyg på 8,2/10 och en 92-procentig "Tomatometerrankning". Nick Hyman, skribent för Metacritic, ansåg att 1994 års Oscarsvinnare Forrest Gump hade svåra medtävlare även bland de "minnesvärda filmer som inte nominerades för Bästa film", inklusive Svarta änglar. Om filmen sa Hyman att "Peter Jacksons mästerliga blandning av fantastiska scener och en hjärtskärande mordtragedi ur verkligheten är fortfarande oöverträffad i sin kategori."
Owen Gleiberman, som skrev för Entertainment Weekly gav filmen betyget B+ och menade att "filmen utspelar sig i början av 1950-talet, i Nya Zeelands Christchurch, och är en mogen hallucination förklädd till film – en rapsodi i purpur – filmad i en soldränkt godisfärg som förlänar filmen en surrealistisk skärpa påminnande om en dröm... Det finns något stärkande i sättet som Svarta änglar presenterar sina hjältinnors fantasier med bokstavligen rå kraft." Gleiberman påpekar att Jackson aldrig riktigt förklarar bakgrunden till de två flickornas beteende, men sammanfattar sin recension med att "även om Svarta änglars njutningar håller sig trotsigt på ytan, är filmen på den nivån en riktigt fänglande sak". David Melville menar att filmens två flickor har sin drömvärld som orsak till deras potentiellt farliga beteende, långt innan de riskerar att behöva skiljas åt; han menar också att detta är Jacksons och filmens syfte.
Svarta änglar har även beskrivits som en film om problemdrabbade tonårsflickor som flyr in i en drömvärld. Andra filmer i denna genre är Trollkarlen från Oz (1939), Valerie and Her Week of Wonders (1970) och The Company of Wolves (1984).

### Utmärkelser
Svarta änglar vann flera internationella filmpriser, inklusive för bästa brittiska skådespelerska vid 1st Empire Awards. Den nominerades till Oscar för 1994 års bästa originalmanus, författad av Walsh och Jackson.